# Historia de la Federación de Rusia

Escudo de la Federación Rusa.

Emblema de las FF.AA. de la Federación de Rusia.

La historia de la Federación de Rusia comienza con su independencia tras la disolución de la Unión Soviética, en diciembre de 1991. La RSFS de Rusia era la más grande de las 15 repúblicas que componían la Unión Soviética, acumulaba por encima del 60 % del PNB y más de la mitad de la población. Los rusos también dominaban el ejército soviético y el Partido Comunista. Por ello, Rusia fue ampliamente aceptada como el estado sucesor de la antigua URSS en los asuntos diplomáticos y pasó a ocupar su puesto de miembro permanente del Consejo de Seguridad de las Naciones Unidas.
A pesar de esa aceptación, la Rusia postsoviética carecía en los años 1990 del poder militar, político y económico de la URSS. Rusia logró que los Estados postsoviéticos entregaran voluntariamente las armas nucleares, concentrándolas así bajo el mando de las aun efectivas fuerzas aéreas, pero la mayor parte del ejército y la flota rusa estaban inmersos en la confusión en 1991. Antes de la disolución de la Unión Soviética, Borís Yeltsin había sido elegido Presidente de Rusia en junio de 1991 en la primera elección presidencial directa en la Historia de Rusia. En octubre de 1991, cuando Rusia se encontraba al borde de la independencia, Yeltsin anunció que el país procedería con una reforma radical hacia la economía de mercado siguiendo las líneas del big bang polaco, también conocido como terapia de choque.
En el primer período después de que Rusia se hiciera independiente, la política exterior rusa repudió el marxismo-leninismo como guía de acción, enfatizando la cooperación con Occidente para solucionar conflictos regionales y globales, y solicitando ayuda económica y humanitaria de Occidente para apoyar de las reformas económicas internas. De cualquier modo, aunque los líderes de Rusia describieron a Occidente como su aliado natural, intentaron resolver el nacimiento de nuevas relaciones con los estados de Europa del Este, los formados a partir de la desintegración de Yugoslavia. Rusia se opuso a la expansión de la OTAN a los bloques ex soviéticos de la República Checa, Polonia y Hungría en 1997 y, particularmente, la segunda expansión de la OTAN a las repúblicas bálticas en 2004. En 1999, Rusia se opuso al bombardeo de la OTAN en Yugoslavia durante más de dos meses (véase Guerra de Kosovo), pero posteriormente estuvo junto a las fuerzas de mantenimiento de paz de la OTAN en los Balcanes en junio de 1999.
Las relaciones con Occidente también han sido manchadas por la relación de Rusia con Bielorrusia. El Presidente de Bielorrusia Aleksandr Lukashenko, un autoritario líder al estilo soviético, ha mostrado mucho interés en alinear a su país con Rusia, y ningún interés en reforzar los lazos con la OTAN o realizar reformas económicas liberales. Un acuerdo de unión entre Rusia y Bielorrusia se formó el 2 de abril de 1996. El acuerdo fue intensificado, convirtiéndose en la Unión de Rusia y Bielorrusia el 3 de abril de 1997. El 25 de diciembre de 1998 la unión se fortaleció más, así como en 1999.
Bajo el gobierno de Putin, Rusia ha visto estrecharse los lazos con China mediante la firma del Tratado de Amistad de 2001 así como construirse un oleoducto transiberiano adaptado a las crecientes necesidades energéticas de China. Además, Rusia formó la Unión Aduanera junto con Bielorrusia y Kazajistán, es el segundo mayor productor de petróleo a nivel mundial, ha modernizado la mayor parte de sus fuerzas armadas y ha logrado tener una fuerte influencia mundial, en asuntos estratégicos y de seguridad, como la guerra ruso-georgiana, la guerra civil siria y la guerra ruso-ucraniana.

## Desmantelando el socialismo

### Terapia de choque
La conversión de la economía más grande del mundo controlada por un estado en una economía orientada al mercado ha sido extraordinariamente complicada. Las políticas escogidas para esta difícil transición fueron la liberalización, la estabilización y la privatización. Estas políticas estaban basadas en el neoliberal "Consenso de Washington" del FMI, el Banco Mundial y el Departamento del Tesoro de los Estados Unidos.
Los programas de liberalización y estabilización fueron diseñados por el vice primer ministro de Yeltsin Yegor Gaidar, un economista liberal de 35 años inclinado hacia la reforma radical y muy conocido como defensor de la "terapia de choque". La terapia de choque empezó días después de la disolución de la Unión Soviética, cuando el 2 de enero de 1992 el presidente Borís Yeltsin ordenó la liberalización del comercio exterior, los precios y la moneda. Esto supuso la eliminación de los controles de precios de la era soviética con el fin de atraer los bienes a las vacías reservas rusas. Se hicieron desaparecer las barreras legales del mercado privado y la manufactura, y se cortaron los subsidios para granjas estatales e industrias mientras se permitían las importaciones del exterior en el mercado ruso, tratando así de acabar con el poder del estado propietario de monopolios locales.
Los resultados parciales de la liberalización (la eliminación de los controles de precios) fueron un empeoramiento de la hiperinflación (después de que al Banco Central, un órgano bajo parlamento, que era escéptico con las reformas de Yeltsin, le faltaran ingresos y dinero en efectivo para financiar su deuda) y que gran parte de la industria rusa se encontrara cerca de la bancarrota.
El proceso de liberalización crearía ganadores y perdedores, dependiendo de en qué situación se encontrasen dispuestos los diversos sectores industriales, clases sociales, grupos de edad, grupos étnicos, regiones y demás sectores de la sociedad rusa. Algunos saldrían beneficiados de la apertura a la competencia; otros muy perjudicados. Entre los vencedores se encontraba la nueva clase de empresarios y comerciantes del mercado negro que habían aparecido bajo la perestroika de Mijaíl Gorbachov. Pero la liberalización de los precios significó que los ancianos y otras personas con ingresos fijos sufrirían un severo descenso de nivel de vida, y la gente vería una vida de ahorro tirada por tierra.
Con la inflación en tasas de dos dígitos por mes, la estabilización de la macroeconomía se caracterizó por controlar esta tendencia. La estabilización, también llamada ajuste estructural, es un régimen de estricta austeridad (rigurosa política monetaria y política fiscal para la economía, con las que el gobierno buscaba el control de la inflación). Bajo el programa de estabilización, el gobierno permitió que muchos precios flotasen, elevó las tasas de interés hasta máximos récord, subió fuertemente nuevas tasas, bruscamente disminuidas por subsidios gubernamentales para la industria y la construcción, e hizo recortes masivos en el gasto estatal destinado al bienestar. Estas políticas causaron privación generalizada, puesto que muchas empresas del estado se encontraron sin financiación. Muchas industrias cerraron y se produjo una vasta depresión.

### Depresión económica y decadencia social
La economía de Rusia se hundió en una profunda depresión a mediados de los años noventa, que llegó a ser mayor debido al hundimiento de 1998, y empezó a recuperase en 1999-2000. El descenso de la economía rusa fue más grave que la Gran Depresión, la cual casi paralizó el mundo capitalista después de 1929.
Prudentes estimaciones del Banco Mundial basadas en datos macroeconómicos y encuestas de ingresos y gastos familiares indicaban que mientras que en 1988 tan solo un 1.5 % de la población vivía en la pobreza (definida como ingresos por debajo del equivalente a 25$ al mes), a mediados de 1993 se trataba de entre el 39 % y 49 % de la población. La media de ingresos mensuales per cápita había descendido de 72$ a 32$. Los ingresos per cápita cayeron otro 15% en 1998, según los gobernantes.
Los indicadores de la salud pública mostraban un dramático descenso. En 1999, el total de la población disminuyó aproximadamente en tres cuartos de millón de personas. Mientras tanto, la esperanza de vida de los hombres bajaba de 64 años en 1990 a 57 años en 1994, y la de las mujeres de 74 a 71. Los factores de salud y el incremento de muertes no naturales (tales como asesinatos, suicidios y accidentes causados por un aumento de la despreocupación hacia la seguridad) mayoritariamente en gente joven, contribuyeron a esta tendencia. En 2004 la esperanza de vida era mayor que después de la crisis en 1994, pero todavía permanecía por debajo del nivel de 1990. 
[L]a depresión poscomunista de la Federación de Rusia fue profunda y dolorosa, y causó inmensas dificultades físicas y estrés psicológico. Después de reportar un desempleo de un solo dígito durante la primera mitad de la década de 1990, resulta que más de 17 millones están buscando trabajo o han abandonado la fuerza laboral después de años de desaliento. las dificultades físicas, la perturbación social y la angustia psicológica asociadas con una disminución del 44% en el PNB de Rusia causaron millones de muertes prematuras, además de cualquier impacto adverso que pudieran haber tenido en la fertilidad. El ejercicio revela que hubo 3,4 millones de muertes prematuras rusas en 1990-98 plausiblemente atribuibles a las tribulaciones del poscomunismo.

### Contragolpe a la reforma
La reforma estructural hizo descender el nivel de vida para muchos grupos de la población. Por ello se creó una poderosa oposición política. La democratización abrió los canales políticos que permitían descargar esa frustración, de tal modo que se transformó en votos para los candidatos antireforma, especialmente para aquellos del Partido Comunista de la Federación Rusa y sus aliados en el parlamento. 
Los votantes rusos, capaces de votar a los partidos opositores en los años 1990, a menudo rechazaron las reformas económicas y anhelaron la estabilidad y la seguridad personal de la era soviética. Eran los grupos que en aquella era había disfrutado los beneficios del control de salarios y precios por parte del estado, los altos gastos para subvencionar a ciertos sectores de la economía, la protección de la competencia proveniente de las empresas extranjeras, y los programas de asistencia social.

### Reforma por decreto
El 2 de enero de 1992, Yeltsin —actuando como su propio primer ministro— promulgó por decreto los aspectos más controvertidos de la reforma económica. Esto le ahorró discutir y pactar las perspectivas parlamentarias, y también destruyó las esperanzas de cualquier conversación significativa acerca del camino que debía tomar el país. Retrospectivamente, además del gran precio que pagaron los rusos a causa de estas decisiones autoritarias, estas ni siquiera ayudaron al país en la transición hacia la economía del mercado. 

## Enfrentamiento de poderes, 1993-96

### La crisis constitucional de 1993
La lucha por el centro del poder en la Rusia postsoviética y por la naturaleza de las reformas económicas culminó en la crisis política y el derramamiento de sangre de 1993. A Yeltsin, que representaba la privatización radical, se le opuso el parlamento. Enfrentado con la oposición y amenazado con la impugnación, Yeltsin "disolvió" el parlamento, en lo que puede calificarse como golpe de Estado, el 21 de septiembre y ordenó nuevas elecciones y un referéndum para una nueva constitución. El parlamento declaró a Yeltsin fuera de su cargo y designó a Aleksandr Rutskói como nuevo presidente el 22 de septiembre. Las tensiones crecieron rápidamente y los problemas llegaron a un punto crítico después de los disturbios en la calle del 2 y 3 de octubre. El 4 de octubre, Yeltsin ordenó a las Fuerzas Especiales y a la élite del ejército que tomaran el edificio del parlamento, la "Casa Blanca", como se llamaba. Con tanques enfrentados contra las pocas armas de fuego de los defensores parlamentarios,y la multitud de manifestantes desarmada, no cabía lugar a dudas en cuanto al resultado. Rutskói, Ruslán Jasbulátov y otros parlamentarios se rindieron y fueron inmediatamente arrestados y encarcelados. Los datos oficiales indicaron 187 muertos y 437 heridos (con varios hombres asesinados y heridos del lado del presidente).
De este modo el período de transición de la era postsoviética dio a su fin. Se aprobó una nueva constitución por referéndum en diciembre de 1993. Rusia pasó a tener un sistema fuertemente presidencial. La privatización radical siguió adelante. Los antiguos líderes parlamentarios fueron liberados sin procesos judiciales el 26 de febrero de 1994, pero no quisieron llevar a cabo un papel político a partir de entonces. Aunque sus enfrentamientos con el ejecutivo se reanudarían finalmente, los poderes del remodelado parlamento ruso se habían restringido considerablemente.

### La primera guerra chechena

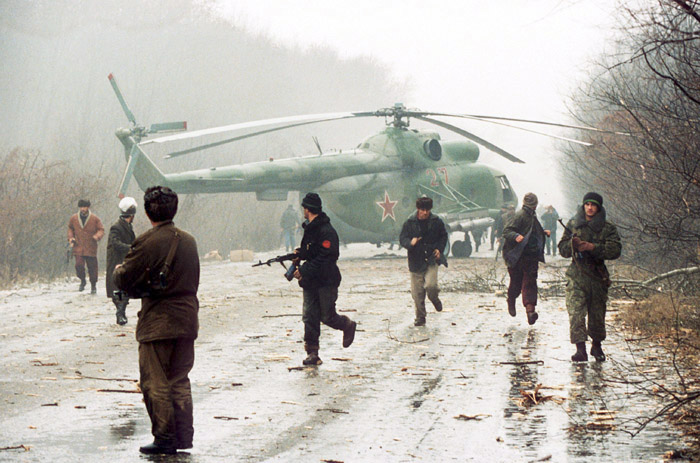
Un helicóptero ruso aterrizando en Grozni en diciembre de 1994.

En 1994, Yeltsin envió 40 000 efectivos militares para evitar que Chechenia, región productora de petróleo situada en el Cáucaso, se separara de Rusia. Los chechenos, que vivían a 1600 kilómetros al sur de Moscú y eran predominantemente musulmanes, habían presumido durante siglos de ser capaces de desafiar a los rusos. Dzhojar Dudáyev, el presidente nacionalista de la República de Chechenia, fue conducido a llevar a su república fuera de la Federación de Rusia y declaró la independencia de Chechenia en 1991. Rusia se encontró metida rápidamente en un atolladero como el de Estados Unidos en la guerra de Vietnam. Cuando los rusos atacaron la capital chechena de Grozni durante las primeras semanas de enero de 1995, cerca de 25 000 civiles murieron durante los asaltos aéreos y los disparos de artillería. El empleo masivo de la artillería y los ataques aéreos fue la estrategia dominante de la campaña rusa. Aun así, los chechenos insurgentes tomaron miles de rehenes rusos, mientras inferían humillantes pérdidas a las desmoralizadas y mal equipadas tropas rusas. Hacia el final del año, las tropas rusas aún no habían conseguido asegurar la capital chechena.
Los rusos finalmente se las arreglaron para lograr el control de Grozni en febrero de 1995, después de una dura lucha. En agosto de 1996, Yeltsin acordó un alto el fuego con los líderes chechenos, y el tratado de paz se firmó formalmente en mayo de 1997. De todos modos, el conflicto se reanudó en 1999, quitando de este modo todo sentido al acuerdo de paz de 1997 (ver segunda guerra chechena). Los separatistas chechenos continuaron ejerciendo resistencia a la presencia rusa hasta el año 2009.

## El proyecto de los "préstamos por acciones" y el incremento de los "oligarcas"
Las nuevas oportunidades capitalistas debidas a la apertura de la economía rusa a finales de los años 1980 y principios de los años 1990 afectaron a los intereses de mucha gente. Como el sistema soviético estaba siendo desmantelado, los jefes bien situados y los tecnócratas del Partido Comunista, la KGB y el Komsomol (Unión Comunista de la Juventud) fueron sacando provecho del poder y los privilegios que tenían en la era soviética.
El programa de privatización estaba profundamente corrupto desde el principio. El mundo occidental en general abogaba por una desmantelado rápida de la economía planificada soviética para abrir el camino a las "reformas de libre mercado", pero más tarde expresó su desacuerdo acerca del poder y la corrupción de los "oligarcas". Algunos llamaron a esta oleada de botines "capitalismo de la nomenklatura". En la época en que el gobierno de Yeltsin llevó a cabo las reformas radicales, los "capitalistas de la nomenklatura" ya se habían afianzado como poderosos.
Posteriormente, la privatización de las empresas del estado dio a muchos de los que se habían enriquecida a principios de los años 1990 una oportunidad para convertir su dinero en acciones de empresas privatizadas. El gobierno de Yeltsin esperaba utilizar la privatización para ampliar tanto como fuera posible su posesión de acciones de antiguas empresas propiedad del estado, consiguiendo así soporte político para su gobierno y sus reformas.
El gobierno utilizó un sistema de vales gratis como medio para dar un impulso inicial a la privatización en masa. Pero esto también permitió a la gente comprar acciones en empresas privatizadas con dinero en efectivo. El gobierno acabó con la fase de privatización de vales y comenzó la privatización de efectivo, ideando un programa que pensó que aceleraría la privatización y al mismo tiempo le daría un dinero en efectivo que necesitaba mucho.
Según el plan, que rápidamente pasó a ser conocido en Occidente como "préstamos por acciones", el régimen de Yeltsin subastaba paquetes sustanciales de acciones de algunas de sus empresas más deseables, como las de energía, telecomunicaciones y metalurgia como avales de préstamos bancarios. 
En el intercambio de préstamos, Yeltsin entregó muchas veces activos valiosos. Según los términos de los acuerdos, si el gobierno de Yeltsin no devolvía los préstamos en septiembre de 1996, el prestamista pasaría a ser propietario del título y podía revenderlo o adquirir una posición equivalente en la empresa. Las primeras subastas se produjeron en la caída de 1995. Normalmente se hacían de modo que se limitaba el número de pujas bancarias para acciones, consiguiendo mantener los precios de las acciones extremadamente bajos. En el verano de 1996, los mayores paquetes de acciones de algunas de las mayores empresas rusas se habían traspasado a un pequeño número de grandes bancos, lo cual permitía a estos poderosos bancos hacerse propietarios de un importante número de acciones de grandes compañías a precios sorprendentemente bajos. 
La concentración de poder financiero e industrial inmenso, a la cual habían ayudado los "préstamos por acciones", se extendió a los medios de comunicación. Uno de los más importantes magnates de las finanzas, Borís Berezovski, que controlaba grandes participaciones en varios bancos y empresas, ejerció una gran influencia en la programación de la televisión estatal durante un tiempo. Berezovski y otros poderosos e influyentes magnates que controlaban estos grandes imperios de las finanzas, la industria, la energía, las telecomunicaciones y los medios pasaron a ser conocidos como los "oligarcas rusos". Junto con Berezovski, Mijaíl Jodorkovski, Román Abrámovich, Vladímir Potanin, Vladímir Bogdánov, Rem Viájirev, Vagit Alekpérov, Víktor Chernomyrdin, Víktor Vekselberg, y Mijaíl Fridman destacaron como los oligarcas más prominentes y poderosos de Rusia.
La corrupción cubrió todo el espacio de relaciones sociales en la nueva Rusia. Actualmente, lo que queda de aquello son narcotraficantes y líderes del crimen organizado (ver también Mafia rusa). Entre ellos hay un pequeño ejército de extorsionistas que salieron de las ruinas del sistema socialista.

## Las elecciones presidenciales de 1996
Las elecciones presidenciales de Rusia de 1996 se realizaron el domingo 16 de junio de 1996 (primera vuelta) y el miércoles 3 de julio siguiente (segunda vuelta). El resultado fue la victoria del, en ese momento, presidente de Rusia, Borís Yeltsin, quien se presentó como independiente. La participación en la primera ronda de la votación fue del 69,8 %. De acuerdo con los datos anunciados, Yeltsin ganaba un 35 % del voto; Guennadi Ziugánov un 32 %; Aleksandr Lébed, un 14,5 %; el candidato liberal Grigori Yavlinski un 7,4 %; el nacionalista de extrema derecha Vladímir Zhirinovski un 5,8 %; y el expresidente soviético Mijaíl Gorbachov un 0,5 %. Con ningún candidato asegurando una mayoría absoluta, Yeltsin y Ziugánov pasaron a una segunda ronda. Al mismo tiempo, Yeltsin recogía un gran sector del electorado designando a Lébed para los puestos de consejero de seguridad nacional y secretario del Consejo de Seguridad. En el escrutinio de la segunda vuelta, con una participación de un 68,9 %, Yeltsin consiguió un 53,8 % del voto y Ziugánov un 40,3 %, con el resto (5,9 %) votando "contra todos".
Análisis y declaraciones posteriores afirman que las elecciones fueron fraudulentas, con el fin de favorecer a Yeltsin. Y es que al comienzo de la campaña se había pensado que Yeltsin, que gozaba de una salud dudosa (después de haberse recuperado de una serie de infartos) y cuyo comportamiento era algo errático, tenía pocas posibilidades de reelección. Cuando empezó el período electoral a principio de 1996, la popularidad de Yeltsin estaba cercana a cero. Mientras tanto, el Partido Comunista de la Federación Rusa de la oposición ya había ganado terreno en el voto parlamentario el 17 de diciembre de 1995, y su candidato, Guennadi Ziugánov, tenía una base fuertemente organizada, especialmente en las zonas rurales y las pequeñas ciudades, y apelaba al recuerdo de los tiempos del prestigio soviético en el escenario internacional y el orden socialista.
En este contexto, Yeltsin cambió a su equipo electoral y nombró director de campaña a Anatoli Chubáis, que no solo era el organizador de la campaña sino también el arquitecto del programa de privatización ruso. Así, el entorno del presidente asumió que solo tenía un breve período para actuar en la privatización; por ello necesitaba dar pasos que tuvieran un impacto inmediato, haciendo que la vuelta atrás en la reforma tuviera un coste prohibitivo para sus oponentes. La solución de Chubáis fue optar por intereses potencialmente poderosos, incluyendo los directores de empresas y oficiales regionales, con el fin de asegurar la reelección de Yeltsin.
En la primavera de 1996, Chubáis y Yeltsin reclutaron a un equipo de seis magnates que lideraban las finanzas de Rusia (todos oligarcas), los cuales financiaron la campaña de Yeltsin con , a pesar de que el límite de la campaña se había fijado en 3 millones de acuerdo con la ley electoral rusa. Además garantizaron una cobertura mediática que servía a la estrategia de la campaña del presidente. Los medios dibujaron el cuadro de una elección fatídica para Rusia: entre Yeltsin y la "vuelta al totalitarismo" e incluso jugaron con la idea de una guerra civil si un comunista era elegido presidente. El círculo de Yeltsin trabajó para dividir el discurso político, excluyendo de este modo al centro —representado principalmente por el liberal Grigori Yavlinski— y convenciendo a los votantes de que solo Yeltsin podía vencer a la "amenaza" comunista. Las elecciones se convirtieron en una competición entre dos hombres, y Ziugánov, que carecía de los recursos de Yeltsin y del apoyo financiero, vio impotente cómo se desvanecía su, al principio, fuerte iniciativa.

## La crisis de 1998
La crisis financiera en Rusia (también llamada la "crisis del rublo") golpeó a Rusia el 17 de agosto de 1998. Fue exacerbada por la crisis financiera asiática que empezó en julio de 1997. Dado el declive consiguiente en los precios mundiales de los commodities, los países como Rusia, que dependían fuertemente de la exportación de materias primas, estuvieron entre los más severamente perjudicados (el petróleo, el gas natural, los metales y la madera conformaban más del 80% de las exportaciones rusas, dejando al país vulnerable a las oscilaciones de los precios mundiales. El petróleo era, además, el recurso que mayores ingresos fiscales generaba al gobierno ruso). La profunda disminución en el precio del petróleo tuvo consecuencias severas para Rusia; sin embargo, la causa primordial de la crisis financiera rusa no fue directamente la caída de los precios del petróleo, sino el resultado de la falta de pago de los impuestos por parte de las industrias energéticas y manufactureras. En el contexto internacional, las consecuencias económicas de esta crisis se denominaron "Efecto Vodka".
Esta crisis también se tradujo por una crisis económica que culminó en 1998, que fue marcada por una enorme devaluación del rublo y un defecto sobre la deuda rusa (el GKO particularmente). Esta crisis financiera se produjo en el contexto del comienzo de una desaceleración económica mundial. La inflación anual de 1997 fue del 84 % en Rusia.
El presidente Boris Yeltsin despidió al primer ministro Víktor Chernomyrdin el 23 de marzo de 1998 y nombró en su reeplazo al Ministro de Energía Serguéi Kiriyenko. En un esfuerzo por apoyar la moneda y detener la pérdida de capital, Kiriyenko subió las tasas de interés hasta el 150 %. El FMI aprobó un préstamo de emergencia de US$22,6 billones el 13 de julio. A pesar del balón de oxígeno, los pagos de intereses mensuales de Rusia todavía excedieron en mucho sus ingresos de impuestos mensuales. Dándose cuenta de que la situación era insostenible, los inversores continuaron huyendo de Rusia. Semanas después la crisis financiera se reanudó cuando el valor del rublo volvió a bajar. El 17 de agosto, el gobierno de Kiriyenko y el banco central fueron forzados a suspender los pagos de la deuda externa de Rusia durante 90 días, reestructurando la deuda de la nación entera, y devaluando el rublo. El rublo empezó una caída libre, y los rusos buscaron frenéticamente la compra de dólares. La inversión externa se precipitó fuera del país, y la crisis financiera provocó una fuga de capital sin precedentes en Rusia.
El 23 de agosto, Yeltsin despidió a Kiriyenko y declaró su intención de volver a poner a Chernomyrdin en el cargo, pero la asamblea legislativa no dio su aprobación. Después de que la Duma Estatal rechazara la candidatura de Chernomyrdin por segunda vez, Yeltsin, con su poder claramente menguado, retrocedió. En su lugar, nombró Ministro de Exterior a Yevgueni Primakov, que fue aprobado de manera abrumadora por la Duma el 11 de septiembre. Este nombramiento devolvió la estabilidad política, porque se lo vio como un candidato comprometido capaz de arreglar las diferencias entre los grupos enfrentados en Rusia. Primakov prometió hacer que el pago de salarios y pensiones atrasados fuera la primera prioridad de su gobierno, e invitó a los miembros de las diferentes facciones parlamentarias a su Gabinete.

## Crisis de sucesión, 1999-2000
Yevgueni Primakov no permaneció mucho tiempo en su puesto. La administración de Yeltsin comenzó a sospechar que Primakov estaba llevando una política no prooccidental y haciéndose popular, y lo destituyó en mayo de 1999, tras ocho meses en el cargo. Entonces se nombró en su lugar a Serguéi Stepashin, que en otro tiempo había sido jefe del Servicio Federal de Seguridad (FSB) —la agencia sucesora de la KGB para los asuntos internos— y posteriormente ministro de Interior. La Duma confirmó el nombramiento en la primera votación por un amplio margen.
La ocupación del cargo de Stephashin fue incluso más corta que la de Primakov. En agosto de 1999, Yeltsin destituyó una vez más al primer ministro y nombró a Vladímir Putin —entonces relativamente desconocido— como candidato y la Duma le dio un voto favorable. Como Stephasin, Putin tenía un pasado en los servicios de inteligencia, había hecho su carrera en el servicio exterior y más tarde había sido jefe del FSB. Putin se estableció en la opinión pública y en la consideración de Yeltsin como un líder de gobierno en el que se podía confiar. El mes siguiente, cientos de personas murieron cuando explotaron edificios en Moscú y otras ciudades. Como respuesta, el ejército ruso entró en Chechenia a finales de septiembre de 1999, comenzando la segunda guerra chechena, en una operación apoyada ampliamente por la opinión pública. El apoyo se tradujo en la creciente popularidad de Putin, que planteó operaciones decisivas en el conflicto.
Tras el éxito de las fuerzas políticas cercanas a Putin en las elecciones parlamentarias de diciembre de 1999, Yeltsin le cedió la presidencia el 31 de diciembre, seis meses antes de que expirara su cargo. Esto hizo que Putin actuara como presidente y le dio la oportunidad de situarse como favorito de cara a las elecciones presidenciales de Rusia de 2000, las cuales ganó. La guerra en Chechenia apareció de forma destacada durante la campaña. En febrero de 2000, las tropas rusas entraron en Grozni, la capital chechena, y una semana antes de las elecciones, Putin voló a Chechenia en un avión de guerra, declarando la Victoria.

## La era Putin (2000-presente)
En agosto de 2000, el submarino ruso K-141 Kursk explotó y se hundió en el mar de Barents. Rusia organizó un vigoroso intento de salvar a la tripulación, intento que resultó completamente infructuoso y que fue rodeado por un secretismo sin explicación. Esto, así como la lenta reacción al suceso y especialmente a las ofertas de ayuda exteriores para rescatar a la tripulación, hizo crecer mucho las críticas contra el gobierno y en concreto contra el presidente Putin.
El 23 de octubre de 2002, los terroristas chechenos se apoderaron del teatro Dubrovka en la ciudad de Moscú. Más de 700 personas fueron tomadas como rehenes en lo que se llamó la crisis de rehenes del teatro de Moscú. Los terroristas pedían la retirada inmediata de las fuerzas rusas de Chechenia y amenazaban con volar el edificio si las autoridades trataban de entrar. Tres días después, los comandos rusos tomaron al asalto el edificio, después de que los rehenes hubieran sido reducidos con gas, disparando a los militantes inconscientes. El gas, el cual los oficiales rusos se negaron a identificar, fue señalado como la causa de la muerte de cerca de 115 rehenes.
Tras el asedio al teatro, Putin comenzó con fuerzas renovadas a tratar de eliminar a la insurrección chechena. (Para detalles adicionales acerca de la guerra de Chechenia bajo la presidencia de Putin, véase Segunda guerra chechena.) El gobierno canceló la retirada de tropas programada, rodeó los campos de refugiados chechenos con soldados e incrementó la frecuencia de los asaltos a las posiciones de terroristas.
Los terroristas chechenos respondieron aumentando las operaciones de guerrilla y endureciendo los ataques a helicópteros federales. En mayo de 2004 los terroristas chechenos asesinaron a Ajmat Kadýrov, que había sido elegido presidente de Chechenia ocho meses antes en elecciones legítimas. El 24 de agosto de 2004 dos aviones rusos fueron bombardeados. A esto siguió la masacre de la escuela de Beslán, en la cual los terroristas chechenos tomaron a 1300 rehenes entre niños, sus padres y profesores. 
Para 2007, el apoyo incondicional de las operaciones militares en Chechenia es solo del 24% de la población rusa, según una encuesta del Levada-Center en marzo de 2004, lo cual se debe a que la situación en la región se ha estabilizado, prueba de lo cual es, por ejemplo, la apertura del Aeropuerto de Grozni.
La política del gobierno de este periodo de lucha contra la corrupción ha dado origen a varias investigaciones judiciales de algunos oligarcas muy influyentes (Vladímir Gusinski, Borís Berezovski y Mijaíl Jodorkovski, concretamente) que consiguieron grandes valores del estado, de forma completamente ilegal, durante el proceso de privatización. Gusinski y Berezovski se han visto obligados a abandonar Rusia dejando parte de sus recursos. Jodorkovski fue culpado de evasión de impuestos y encarcelado con la consiguiente confiscación de sus bienes, entre ellos la empresa YUKOS, la mayor productora de petróleo de Rusia. No se podría decir que la postura de Putin es en general adversa a los oligarcas, pues también trabaja estrechamente con otros oligarcas, como es el caso de Román Abramóvich. 
Estos enfrentamientos han llevado además a Putin a establecer un control sobre los medios de comunicación, antes poseídos por los oligarcas. En 2001 y 2002, los canales de televisión NTV (antes perteneciente a Gusinski), TV6 y TVS (pertenecientes a Berezovski) fueron tomados por grupos de comunicación leales a Putin. Adquisiciones similares ocurrieron con los medios de comunicación impresos.
La administración de Putin ejerce un control significativo sobre el contenido de los medios rusos. Muchos editores y directivos están dispuestos a quitar un artículo o despedir a un periodista ante una petición informal de la administración presidencial. Mientras muchos de los problemas de la era de Yeltsin (como la guerra en Chechenia y las huelgas por salarios impagados) aun existen, a los periodistas ahora se les pide que lo ignoren o lo minimicen, produciendo así una imagen positiva de Rusia. 
La popularidad de Putin, que proviene de su reputación como líder fuerte y efectivo, se mantiene en contraste con la impopularidad de su predecesor, pero depende de una continuidad de la recuperación económica. Putin llegó al cargo en un momento ideal: después de la devaluación del rublo en 1998, lo que elevó la demanda de bienes domésticos, mientras los precios mundiales del petróleo crecían. Por ello, muchos le atribuyen a él la recuperación, pero su capacidad para resistir a una caída repentina de la economía no ha sido probada. Putin ganó las elecciones presidenciales de Rusia de 2004 sin ningún competidor significativo.
Muchos rusos hoy en día se lamentan por la disolución de la Unión Soviética en 1991. En repetidas ocasiones, incluso Vladímir Putin — el sucesor nombrado por Borís Yeltsin - indicó que la caída del gobierno soviético había llevado a pocas ganancias y muchos problemas para muchos ciudadanos rusos. En un mitin en febrero de 2004, por ejemplo, Putin llamó al desmantelado de la Unión Soviética "una tragedia nacional a gran escala", de la cual "solo las élites y los nacionalistas sacaron provecho". Añadió, "Creo que los ciudadanos de a pie de la antigua Unión Soviética y el espacio post-soviético no ganaron nada de esto. Al contrario, la gente ha tenido que enfrentarse a un gran número de problemas."
El prestigio internacional de Putin sufrió un gran golpe en Occidente durante las disputadas elecciones presidenciales de Ucrania de 2004. Putin había visitado dos veces Ucrania antes de las elecciones para mostrar su apoyo al candidato prorruso Víktor Yanukóvich contra el líder de la oposición Víktor Yúshchenko, un economista liberal pro Occidente. También felicitó a Yanukóvich de su victoria antes de que los resultados de las elecciones fueran oficiales e hizo declaraciones oponiéndose a una segunda vuelta de las reñidas elecciones, que ganó Yanukóvich, entre alegatos de un fraude a gran escala. En Occidente, las elecciones ucranianas evocaron ecos de la Guerra Fría, pero las relaciones con EE. UU. han permanecido estables.
En 2005, el gobierno ruso cambió los extensos beneficios en especias de la era soviética, como los transportes gratis y las subvenciones para los grupos socialmente vulnerables mediante pagos en efectivo. La reforma, conocida como la monetización, ha sido impopular y ha causado una oleada de manifestaciones en varias ciudades rusas, con miles de jubilados protestando contra la pérdida de sus beneficios. Esta fue la primera vez que semejante oleada de protestas tenía lugar durante la administración de Putin. La reforma debilitó la popularidad del gobierno ruso, pero Putin personalmente aún es popular, con un 69% de aprobación.
En 2008, la declaración de independencia de Kosovo mostró un marcado deterioro de las relaciones de Rusia con Occidente. Esto también se pudo observar en la guerra de Osetia del Sur de 2008 entre Georgia, de un lado, y sus repúblicas autónomas prorrusas de Osetia del Sur y Abjasia y la misma Rusia, de otro. Las tropas rusas entraron en Osetia del Sur y obligaron la retirada de las tropas de Georgia, estableciendo el control sobre el territorio. En otoño del 2008, Rusia reconoció unilateralmente la independencia de Osetia del Sur y de Abjasia.

### Guerra ruso-ucraniana

#### Primera fase de la guerra
La primera fase de la guerra ruso-ucraniana se refiere al periodo comprendido entre 2014 y 2015 en los inicios de dicho conflicto. Tras esta etapa se desarrolló una fase de alto el fuego a la que siguió un recrudecimiento del conflicto a partir de febrero de 2022. Inicialmente se trató de una crisis diplomática internacional que sobrevino en febrero de 2014 tras la destitución del presidente ucraniano Víktor Yanukóvich como resultado de las protestas del Euromaidán —realizadas principalmente en las zonas occidental y central del país para apoyar el acercamiento hacia la Unión Europea— que fueron rechazadas por comunidades rusófonas de la zona suroriental del país, compuestas en su mayoría por ucranianos rusófonos y rusos étnicos.
Tras la huida de Yanukóvich en dirección desconocida el 21 de febrero de 2014, la Rada Suprema destituyó del cargo a Yanukóvich por «el abandono de sus funciones constitucionales». El 23 de febrero de 2014, el jefe del grupo parlamentario del Partido de las Regiones que lideraba Yanukóvich, Oleksandr Yefrémov, responsabilizó a Yanukóvich del saqueo del país y del derramamiento de sangre.
Consecuentemente, el parlamento asumió el poder Ejecutivo y propuso derogar la ley sobre la cooficialidad de los idiomas de las minorías a nivel municipal y provincial. Como respuesta, diversos grupos prorrusos se manifestaron en contra del nuevo gobierno nacional y proclamaron sus anhelos de estrechar sus vínculos (o inclusive integrarse) con Rusia. Estas protestas se concentraron en Crimea y algunas óblast en la zona fronteriza entre Rusia y Ucrania donde se produjeron una serie de revueltas militares, incluyendo tanto tropas locales como tropas rusas. En medio del levantamiento, las autoridades de Crimea convocaron a un referéndum para el 16 de marzo siguiente con el propósito de adherirse a la Federación Rusa.
Tras el pedido del gobierno de Crimea a Rusia, el Consejo de la Federación aprobó un envío de tropas que (según las autoridades del país) tenía como objetivo garantizar la integridad de los habitantes de Crimea y las bases rusas estacionadas allí, hasta que se normalizara la situación sociopolítica. Ello favoreció la Declaración de Independencia de Crimea y Sebastopol que condujo a la proclamación de la República de Crimea —reconocida solo por Rusia— previo restablecimiento de la constitución de 1992 que consideraba al territorio como soberano —aunque delegaba algunas competencias a Ucrania— con una ciudadanía y una policía propias. El proceso finalmente condujo a la adhesión de Crimea a Rusia que fue oficializada el 18 de marzo de 2014, aunque no contó con el reconocimiento del gobierno ucraniano.
Pese al apaciguamiento alcanzado en Crimea, la situación degeneró en el Dombás donde las fuerzas separatistas de las autoproclamadas Repúblicas Populares de Donetsk (RPD) y Lugansk (RPL) se enfrentaron al gobierno de Ucrania agravando la guerra en esta región. El 11 de mayo de 2014, ambas repúblicas celebraron referéndums ilegítimos bajo la legislación ucraniana sobre su estatus político en los territorios controlados por los separatistas que resultaron en una proclamación de independencia de las regiones en cuestión mientras que los combates continuaron a pesar de los intentos por detenerlos. Una llamada telefónica entre líderes separatistas admitiendo la manipulación de la votación y acordando el resultado de los referéndums fue filtrada por la Inteligencia ucraniana. No obstante, el 15 de febrero de 2015 —con la entrada en vigencia del acuerdo Minsk II— se inició un alto el fuego incondicional.

#### Invasión rusa de Ucrania de 2022
La invasión rusa a Ucrania, también conocida como la guerra de Ucrania, iniciada el 24 de febrero de 2022, constituye una escalada de la guerra ruso-ucraniana que comenzó tras los sucesos del Euromaidán en 2014. Se trata del mayor conflicto militar convencional en Europa desde la Segunda Guerra Mundial. La cifra precisa de víctimas se desconoce; se estima que hasta mediados de 2025, había causado la muerte de más de 15 000 civiles ucranianos y más de 200 000 soldados entre ambos bandos. Los combates también han generado la mayor crisis de refugiados en el continente desde la Segunda Guerra Mundial: más de 7,3 millones de ucranianos han abandonado el país y más de 7,1 millones se han desplazado internamente. Además, la guerra ha causado daño ambiental significativo y ha puesto en peligro la disponibilidad de alimentos a nivel mundial.
La invasión estuvo precedida por una concentración militar rusa en las fronteras de Ucrania, que dio comienzo a mediados de 2021. Durante este periodo de tensión diplomática, el presidente ruso Vladímir Putin criticó la ampliación de la OTAN posterior a 1997 mientras negaba repetidamente que Rusia tuviera planes de invadir Ucrania. No obstante, el 21 de febrero siguiente, Rusia reconoció a la República Popular de Donetsk y a la República Popular de Lugansk, dos estados autoproclamados en la región de Dombás, al este de Ucrania, y envió tropas a esos territorios. Al día siguiente, el Consejo de la Federación de Rusia autorizó por unanimidad a Putin a utilizar la fuerza militar fuera de las fronteras de Rusia. El 24 de febrero, Putin anunció —en un mensaje televisado— una «operación militar especial» en las provincias de Donetsk y Lugansk; los misiles empezaron a impactar en diversos puntos de Ucrania, mientras las fuerzas terrestres rusas cruzaban la frontera, dando inicio a múltiples ofensivas.
En los frentes sur y sureste, los rusos tomaron Jersón en marzo de 2022 y Mariúpol el mes siguiente, mientras abandonaron la campaña de Ucrania central y lanzaron una renovada batalla del Dombás. Las fuerzas rusas continuaron bombardeando objetivos militares y civiles lejos de la línea del frente, incluida la red de energía durante el invierno. A fines de 2022, Ucrania retomó territorios mediante contraofensivas en el sur y el este. Poco después, Rusia anunció la anexión de cuatro provincias parcialmente ocupadas tras realizar referéndums criticados por la comunidad internacional. En noviembre, Ucrania retomó partes del Óblast de Jersón. En febrero de 2023, Rusia movilizó a cerca de doscientos mil soldados para una nueva ofensiva en el Dombás. En junio de 2023, Ucrania lanzó otra contraofensiva en el sureste que no logró ninguno de sus objetivos, a la par que Rusia sufría una rebelión por parte del grupo mercenario Wagner. En agosto de 2024, Ucrania llevó a cabo una incursión en el óblast ruso de Kursk, aunque las fuerzas rusas y norcoreanas recuperaron el territorio conquistado en cuestión de meses.
La invasión fue condenada por una parte importante de la comunidad internacional. La Asamblea General de las Naciones Unidas aprobó la Resolución ES-11/1 condenando la invasión y exigiendo la retirada total de Rusia. La Corte Internacional de Justicia ordenó a Rusia suspender las operaciones militares tras no encontrar evidencia que respaldase las acusaciones rusas a Ucrania de genocidio en el Dombás, y el Consejo de Europa expulsó al país. Numerosos gobiernos occidentales, entre los que destacan la Unión Europea y los Estados Unidos, impusieron sanciones a Rusia y su aliado Bielorrusia, y proporcionaron ayuda humanitaria, económica y militar a Ucrania. Más de mil empresas abandonaron Rusia y Bielorrusia en respuesta a la invasión. La Corte Penal Internacional (CPI) abrió una investigación sobre posibles crímenes contra la humanidad, crímenes de guerra, secuestro de niños y genocidio, emitiendo una orden de arresto contra Putin en marzo de 2023.

### Intervención rusa en Siria
La intervención rusa en Siria (Военная операция России в Сирии en ruso) o guerra contra Rusia por parte de las fuerzas sirias de oposición, fueron una serie de operaciones militares aéreas en territorio de la Siria baazista efectuadas por las Fuerzas Armadas Rusas desde el 30 de septiembre de 2015, interviniendo así directamente en la guerra civil siria. Dicha intervención respondía a solicitudes por parte del presidente sirio Bashar Al-Asad para socorrer el esfuerzo bélico de su gobierno en el conflicto, puesto que diversos países, como EE. UU., Turquía y Arabia Saudita habían financiado a la mayoría de los grupos armados. El presidente ruso Vladímir Putin había conseguido horas antes de los primeros bombardeos la autorización unánime del Consejo de la Federación rusa para el uso de tropas de ese país en territorio sirio.
Esta acción militar marca la primera vez desde el final de la Guerra Fría en que elementos militares de Rusia participan en un conflicto armado fuera del territorio de la antigua Unión Soviética. Ya antes del 30 de septiembre, los rusos habían estado reuniendo equipo militar en su base naval en las ciudades sirias de Tartús y Latakia, además de haber acordado con los gobiernos de Irán e Irak la creación de una central de inteligencia compartida entre estos países, Rusia y Siria situada en la capital iraquí de Bagdad. El objetivo primario de Rusia es ayudar a sostener el gobierno aliado sirio de Bashar Al-Asad contra la oposición de diversos grupos armados, entre los que se encuentra el Estado Islámico, la Coalición Nacional Siria, el Frente Al-Nusra (considerado la rama en Siria de Al-Qaeda) y las fuerzas del Kurdistán sirio, entre muchos otros. Hasta el 9 de noviembre de 2015, un mes después de iniciar las operaciones, Rusia había efectuado 1391 vuelos de combate como parte de la campaña, la cual apoyaba los movimientos terrestres de las Fuerzas Armadas de Siria. Además de las incursiones aéreas, las actividades militares rusas incluían el uso de misiles lanzados desde su Flotilla del Mar Caspio.
En diciembre de 2015 Rusia entró oficialmente en la Guerra Civil Siria y contra Estado Islámico. El 14 de marzo de 2016, Putin, presidente de Rusia, anunció oficialmente el inicio de la retirada de las tropas de Rusia en Siria al dar por cumplida su misión antiterrorista, pero dijo que “Rusia mantendrá su presencia en el puerto sirio de Tartus y en el aeródromo Hmeymim”.
Desde el comienzo de la participación rusa, pasando por la retirada gradual y permanencia actual de Rusia en la guerra, han muerto 126 soldados rusos en Siria, contando los 39 soldados rusos que viajaban en el accidentado Antonov An-26 en Siria y contando, aunque fuera de Siria pero como parte de la misión, 8 soldados murieron (de las 92 personas que viajaban, la cual fallecieron todas) un avión Tu-154 con destino a Siria se estrelló en el Mar Negro; el 17 de septiembre de 2018 un avión ruso de reconocimiento Ilyushin Il-20 fue derribado por las defensas antiaéreas sirias por error mientras aviones de la aviación israelí atacaba la localidad de Latakia, muriendo en el acto 15 soldados rusos. Estos tres accidentes de aviación militar junto con las demás bajas hace un total de 134 soldados rusos muertos en la misión en Siria y contra el ISIS. Según el Ministerio de Defensa de Rusia, 116 soldados rusos han muerto en la guerra en Siria.
Después de que el 6 de diciembre de 2017 Rusia anunciara que todos los territorios controlados antes por los terroristas de Daesh en Siria fueron liberados, Vladímir Putin, ordenó un recorte del contingente ruso emplazado en el país árabe.
Desde el principio de su participación en la guerra en septiembre de 2015, Rusia anunció que envió más de 63.000 militares a Siria, además señaló que la Fuerza Aérea Rusa realizó más de 39.000 incursiones, en las que abatieron a más de 86.000 insurgentes y destruyeron 121.466 objetivos terroristas.

### Estabilización macroeconómica y recuperación
La Rusia de Boris Yeltsin estaba económicamente deprimida, militarmente debilitada y dependiente de la ayuda occidental. Prácticamente todos estos activos estuvieron bajo control gubernamental hasta la privatización a mediados de la década de 1990. Existe un amplio consenso en que las detenciones del principal accionista de Yukos, Platon Lebedev, por fraude, en julio de 2003, y del director general del gigante petrolero, Mijaíl Jodorkovski, por evasión fiscal, en octubre de 2003, fueron acontecimientos fundamentales en el primer mandato de Putin como presidente, que marcaron el comienzo del proceso de renacionalización de industrias estratégicas por parte del Kremlin.
Sucesivas alianzas económicas con diferentes países como China, Bielorrusia, Venezuela, Brasil y unas cercanas relaciones con la Unión Europea, unido a un pragmático impulso a los sectores energético, petrolero y gasífero, basado en el fuerte aumento del precio del petróleo en el mercado mundial, y una constante innovación tecnológica pero también a la mejora y simplificación del sistema impositivo, que redujo la evasión fiscal.
El Banco Central de Rusia sigue manteniendo el doble objetivo de luchar contra la inflación y sujetar la apreciación del rublo. En 2019 la inflación fue del 3.22%. Para combatir la inflación, el Gobierno tomó dos medidas: permitió la apreciación del tipo de cambio en términos reales y absorbió flujos de petrodólares a través del pago anticipado de la deuda al Club de París.
Según los datos oficiales, Rusia es una economía de servicios, ya que estos representan el 55,9% del PIB; la industria supone el 39,6% del PIB y la agricultura, un 4,5%. La política económica actual de Vladímir Putin está dirigida a fortalecer los cuatro «proyectos nacionales prioritarios»: vivienda, educación, sanidad y agricultura. En el primer gobierno de Putin Rusia fue ascendida al grado de inversión por las mayores agencias internacionales de calificaciones. En octubre de 2003 lo hizo Moody’s; en noviembre de 2004, Fitch; y en enero de 2005, Standard and Poor’s. El continuo aumento del Fondo de Estabilización, que ya supera los 29.000 millones de dólares, así como de las reservas en oro y divisas, de más de 150.000 millones de dólares, contribuye a proteger la economía rusa contra los choques externos. En octubre de 2005, la cotización de la moneda rusa acabó por recuperar el nivel previo a la crisis de 1998. En 2015 Rusia registró un superávit en su Balanza comercial de 181.827 millones de euros, equivalente a un 10,03% de su PIB (Nominal), uno de los mayores a nivel mundial.
En 2014 la deuda pública en Rusia fue de 242.920 millones de euros representando el 13,80% del PBI. Rusia está entre los países con menos deuda respecto al PIB del mundo[cita requerida].
Tras una crisis y recesión de corto plazo (2014-15) debido a las sanciones unilaterales impuestas por la Unión Europea y los EE. UU. tras la crisis de Crimea, consiguiendo la economía rusa hacerse menos dependiente de Occidente y volviendo su mirada hacia las otras potencias del grupo BRICS (China, India, Brasil y Sudáfrica) así como hacia Latinoamérica y África. Paralelamente las sanciones llevaron a que las compañías empezaran a pagar sus deudas en el exterior, el aumento de ahorros y el volumen de inversiones dentro del paìs.
Durante sus dos primeros mandatos, el gobierno ruso devolvió al control estatal los sectores económicos estratégicos monopolizados por los oligarcas, incluidos los hidrocarburos. También se compromete a reducir el gasto social y a introducir un sistema fiscal favorable para las empresas y las rentas altas. [cita requerida]En 2001 se introdujo un tipo único de impuesto sobre la renta (13%) y en 2002 se adoptó un nuevo código laboral más favorable para los empleadores. Las autoridades añaden un sistema obligatorio de capitalización al sistema de pensiones; por lo tanto, el 6% de las cotizaciones a las pensiones no se destinan a la financiación de las pensiones en curso, sino a intermediarios financieros o fondos de pensiones privados.

### Relaciones Rusia-Unión Europea desde 2012
Las relaciones Rusia-Unión Europea desde 2012 es un término que hace referencia a las relaciones entre ambas partes a partir del tercer mandato presidencial de Vladímir Putin en Rusia. Durante este periodo, iniciado en mayo de 2012, las relaciones bilaterales se han visto afectadas principalmente por la guerra ruso-ucraniana que desde 2014 ha originado una serie de sanciones de la UE hacia Rusia, en medio de una asociación económica en la que el sector energético representaba un factor de vital importancia al ser Rusia el mayor proveedor para la Unión Europea hasta agosto de 2023. Adicionalmente las sanciones impuestas por la UE a partir de la invasión rusa de Ucrania en 2022 provocaron un cambio en la actitud de Putin, donde la UE pasó de ser el principal mercado para sus exportaciones energéticas a estar en la lista de países hostiles hacia Rusia que amenazan la seguridad del país.
El principal punto de conflicto entre la UE y Rusia es la influencia que puede ejercer cada parte sobre diversos países de la Europa Oriental (Armenia, Azerbaiyán, Bielorrusia, Georgia, Moldavia y Ucrania). Es así que mientras Rusia recurre a dispositivos económicos, militares y no militares, para mantener a estos países en su esfera de influencia, la UE apoya ocasionalmente la integración de los mismos en las actividades occidentales, apostando por la cooperación dentro del marco de la Política Europea de Vecindad.
La primera fase de la guerra ruso-ucraniana —entre 2014 y 2015— se originó en la cuestión sobre el Acuerdo de Asociación entre Ucrania y la Unión Europea que llevó a los disturbios heterogéneos de índole europeísta y nacionalista del Euromaidán. Posteriormente, la UE condenó la intervención rusa en Ucrania —adhesión de Crimea a Rusia y guerra del Dombás— y suspendió el diálogo sobre las cuestiones relativas a la política de visados y las negociaciones sobre un nuevo acuerdo bilateral. Desde entonces la Unión aplica un enfoque de doble vía que combina sanciones con intentos de encontrar una solución al conflicto en Ucrania.
Tras la invasión rusa de Ucrania iniciada en febrero de 2022, la Unión Europea, Estados Unidos y varios de sus aliados decidieron aumentar las sanciones contra el gobierno ruso iniciadas en 2014. La medida buscaba «paralizar» la capacidad rusa para «financiar su maquinaria de guerra» y dificultar su manejo de activos para obtener liquidez. Además Alemania negó la certificación de gasoducto ruso-alemán Nord Stream 2 —que tarde o temprano perjudicaría a Ucrania—, cuya construcción finalizó en 2021 pero que aún no había entrado en funcionamiento. Adicionalmente varios gobiernos nacionales de los Estados miembros de la UE decidieron enviar armamento y ayuda económica al gobierno ucraniano, así como facilitar la entrada de refugiados ucranianos a sus respectivos territorios.